# میشل سیانو
میشل سیانو (انگلیسی: Michele Siano؛ زادهٔ ۹ آوریل ۱۹۹۱) بازیکن فوتبال اهل ایتالیا است.